# Nyjnia Krynka
Nyjnia Krynka (en ukrainien : Нижня Кринка, en russe : Нижняя Крынка, Nijnïaïa Krynka) est une commune urbaine de l'est de l'Ukraine, dans l'oblast de Donetsk, dépendante du raïon de Donetsk. Sa population s'élevait à 13 624 habitants en 2019.

## Géographie
La commune se situe de part d'autre de la rivière Krynka, au niveau du Réservoir de Khanjonkivske, à 124 mètres d'altitude. Elle se trouve à 30 kilomètres au nord-est de la ville de Donetsk.